# Nomlaki
Le nomlaki est une langue amérindienne  de la famille des langues wintuanes parlée aux États-Unis, en Californie à l'Ouest de la vallée de Sacramento. La langue est éteinte.